# Sovjetunionens språkpolitik

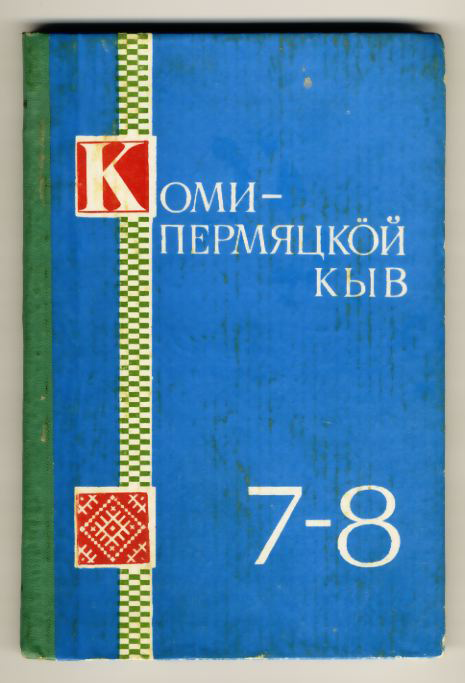
Framsida av en lärobok i grammatik för användning i 7:e och 8:e klass för komipermjakiska elever.

Sovjetunionens språkpolitik innefattade ett väldigt omfattande språkplaneringsprojekt. Målet med Sovjetunionens kommunistiska partis språkpolitik var att ge alla de cirka 140 språken i Sovjetunionen egna skriftspråk och att bygga upp skolverk som kunde ge alla undervisning på sitt eget språk. Det enda alfabetiseringsprojektet som kan jämföras med det sovjetiska experimentet är de kristna missionärsorganisationernas projekt att översätta Bibeln till världens alla språk.
Den sovjetiska språkpolitiken kan delas in i tre olika perioder:
1. 20 år med de nationella språken i centrum (Lenin, Stalin).
2. 20 år med balans mellan ryska och de nationella språken (Stalin).
3. 30 år med rysk dominans (Chrusjtjov, Brezjnev, Gorbatjov).

## Teoretisk grund
Grunddragen i Lenins och Stalins politik för den nationella frågan lades redan innan Oktoberrevolutionen 1917. Lenin lade stor vikt på den nationella frågan, och skrev även mycket om det. I det mest kända verket Om nationernas självbestämmanderätt från 1915 talade han om "fullständiga och lika rättigheter för alla nationer; nationernas självbestämmanderätt, enhet mellan arbetarna av alla nationer".
Ryska SFSR:s folkkommitté för utbildning beslutade redan 1918 att säkra alla nationaliteters rätt att organisera undervisning på sitt eget språk. SUKP:s partikongresser 1929 och 1930 beslutade båda att arbeta för att bygga upp en nationellt socialistiskt intelligentia genom allmän skolundervisning och alfabetiseringskampanjer.
Genomförandet av den leninistiska språkpolitiken krävde mycket av de sovjetiska lingvisterna. De kunde inte bara sitta och göra teorier, de måste ut till folk, göra empiriska studier av språk för att sedan skapa skriftspråk åt dem. De måste ta ställning till hur stora dialektskillnaderna var, hur många skriftspråk det fanns grund för och vilken dialekt som skriftspråket skulle baseras på. Utöver alla problem som Ivar Aasen hade när han skulle skapa ett norskt skriftspråk, hade de alltså ett annat viktigt problem: där Aasen tog riksgränsen som utgångspunkt när han avgjorde hur många dialekter han skulle samla in under samma skriftspråk, måste de sovjetiska lingvisterna samla ihop passande dialektgrupper själva, på lingvistisk grund.
Det var den fonetiska principen som lade grunden till alfabetiseringen. Lingvisten N.F. Jakovlev skapade en matematisk formel för metoder att hålla antalet grafem nere, men ändå högt nog att genomföra en fonetisk princip. A.A. Reformatskij utvecklade teorier för utformningen av grafem: Vokal- och konsonantrepresenterade grafem skulle skilja sig från varandra som två grupper. V.A. Artemov (1933) satte upp fem principer för nya alfabet:
1. Alfabet ska återspegla den fonematiska strukturen i språket.
2. Identiska eller nästan identiska symboler bör inte användas för att representera olika ljud.
3. Det fonematiska och det grammatiska systemet ska uttryckas av det grafiska systemet.
4. Inte använda två eller flera symboler för att representera ett fonem.
5. Ofta förekommande fonem bör representeras av enkla grafem, medan mer sällsynta fonem kan representeras av mer komplexa grafem.

Sovjetisk lingvistik var som allt annat i Sovjetunionen mycket revolutionär på 1920- och 1930-talet. Den ledande lingvisten var Nikolaj Marr (1864–1934), som kombinerade språkvetenskap och kommunistisk teori till något av det värsta världen har sett av vetenskapliga teorier. Marr såg språk som en direkt spegling av produktionsförhållandena i samhället, så att det till det urkommunistiska samhället, slavsamhället, det feodala, kapitalistiska, socialistiska och kommunistiska samhället hör kvalitativt olika språk. Således har exempelvis systemet med hjälpverb i de indoeuropeiska språken, som används för att uttrycka tillhörighetsförhållanden, vuxit fram i samband med urkommunismens undergång och utvecklingen av ett slavsamhälle. Språket under kommunismen skulle därmed bli ett helt nytt språk, inte ryska, inte engelska, utan något helt annat. Marr var medlem i Kommittén för nya alfabet, och förespråkade starkt latinisering. Han såg det ryska alfabetet som knutet till Rysslands kapitalistiska historia, så att den enda vägen till en socialistisk framtid låg i att använda det latinska alfabetet. Marrs anhängare i Alfabetskommittén omarbetade i mitten av 1930-talet marrismens syn till att bli ett försvar för kyrilliseringen. I och med att vägen mot kommunismen gick via införandet av ett enhetligt språk för hela mänskligheten, skulle en typografisk och terminologisk harmonisering på ryska premisser vara ett steg i rätt riktning. Detta betyder inte att marrismen är orsaken till omorganiseringen av politiken. Men när styret ville ha en omorganisering, kunde marrismen ge den vetenskapliga grunden för en sådan syn.

## Praktiskt genomförande, fram till 1937
Det praktiska genomförandet varierade från region till region, och delas här in i tre grova delar, som fångar upp både geografiska skillnader (från söder till norr), skillnader i lokalt engagemang (processen inleddes i söder) och skillnader i utgångspunkt.

### Utfasningen av det arabiska alfabetet
Innan Oktoberrevolutionen användes det arabiska alfabetet av alla muslimska folk i Centralasien, det vill säga både från mycket olika språkfamiljer (indoiranska, kaukasiska, turkiska) och för nära besläktade språk i samma språkfamilj (de olika turkspråken). Det faktum att det arabiska alfabetet i utgångspunkt inte har separata symboler för vokaler, och att det finns relativt få symboler för frikativa ljud, var alfabetet inte mycket lämpat för de flesta av dessa språken. På grund av detta fanns det flera aktiva reformrörelser redan innan revolutionen, men utan att de hade uppnått praktiska resultat.
Så tidigt som 1917, i början av Februarirevolutionen, hade den jakutiska lingvisten S.A. Novgorodov utvecklat ett latinskt alfabet för jakutiska, byggt på det internationella fonetiska alfabetet (IPA). Novgorodov hade kunskap om IPA efter studier hos L. V. Sjtsjerba och Jan Baudouin de Courtenay. Skriftspråket (som inte använde stora bokstäver och skiljetecken) godkändes 1921 och användes i över 10 år.
Initiativet till reformprocessen kom på ett möte i Baku 1922. Senare kom det beslut från lärarmöten etc. att arbeta för att alla arabiskbaserade skriftspråk skulle byta alfabet. Den första allunionkongressen för turkologer hölls i Baku i februari 1926, och den kongressen stödde upprättandet av en centralkommitté för det nya turkiska alfabetet. Detta skedde efter grundliga diskussioner där allas synpunkter kom fram (exempelvis stödde delegaterna från Tatarstan att fortsätta med det arabiska alfabetet). (Jämför det stenografiska referatet från kongressen, citerat i Crisp, op.cit.)

### Stavningsreformer i språk som redan hade ett alfabet
Centralkommittén för det nya turkiska alfabetet flyttades från Baku till Moskva 1930, och delades samtidigt upp i fyra sektorer: En kaukasisk, en turk-tatarisk, en finsk-ugrisk och en teknografisk sektor. År 1935 hade kommittén 35 lokala underkommittéer, och involverades i skapandet av 70 nya skriftspråk.
De flesta stora icke-slaviska språken i Volgaområdet hade redan kyrilliskbaserade skriftspråk innan revolutionen. Av dessa fick komi och udmurtiska latinska alfabet, medan de mariska och mordvinska språken fortsatte med sina kyrilliska alfabet. Den kyrilliska ortografin till språk som mariska och mordvinska förbättrades under tiden fram till 1937. Efter 1937 ändrades de ortografiska principerna till en mer rysk princip, och därmed mindre passande för språken de beräknades för.

### Alfabetisering av nya språk

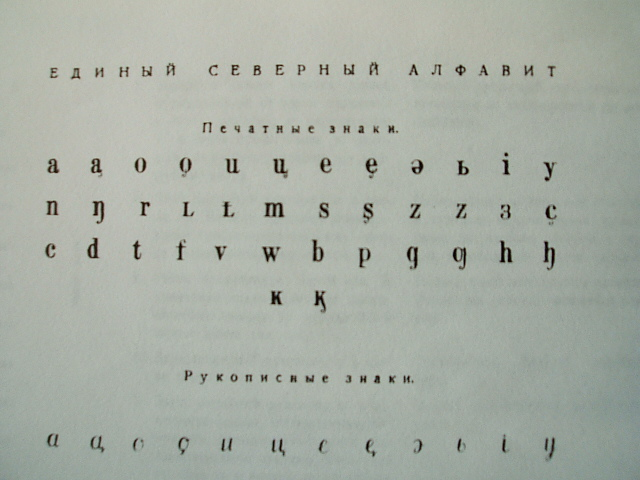
Gemensamt latinskt alfabet för de nordliga folken, 1930 (från: Единый северный алфавит (проект). Издание ДБ общества краеведения. Хабаровск 1930).

En kommitté för de nordliga folken skapades 1924, och de fick sin egen lärarskola och forskningsinstitut 1930. Kommittén utarbetade ett gemensamt latinskt alfabet till användning för alla nordliga folk. Det konkreta arbetet med att bestämma vad som var ett språk och vad som var en dialekt av ett annat språk, vilka ljud som finns i språken och hur skriftspråket skulle utarbetas, utfördes delvis av olika grupper av lingvister och etnografer tillsatta av den sovjetiska vetenskapsakademin (exempelvis för de nordliga folken, som i stort sett var analfabeter).
Innan revolutionen satt flera kommunister i fängelse i Sibirien, något som vid flera tillfällen resulterade i lingvistiska arbeten: V.I.Jochelson om korjakiska, jukagiriska och aleutiska, V.G. Bogoraz-Tan om tjuktjiska, itelmenska och lamutiska, och Lev Jakovlevitj Sjternberg om giljakiska och ainu. På initiativ från Bogoraz-Tan och Sjternberg startades det undervisning i nordliga språk vid den nordliga fakulteten vid universiteten i Leningrad 1926.
Efter den 10:e partikongressen grundades den nordliga fakulteten vid Leningrads institut för östliga saker. Senare, då arbetet med att skapa nya skriftspråk var intensivt runt 1930, upprättades Institut Narodov Severa (INS). INS var en central institution i arbetet med att genomföra den sovjetiska språkpolitiken, under 1930-talet arbetade ca 300 personer vid INS med alfabetisering av språk och utarbetning av skolböcker och övrig litteratur.

## 1937 och övergången till kyrillisk skrift
År 1937 gick Sovjetunionen över till att använda det kyrilliska alfabetet istället för det latinska för alla språken som hade fått nya alfabet efter revolutionen (äldre skriftspråk fasades inte ut). I väst blev dessvärre dessa händelser mest kända, även om det i det hela vidtagits att analysera och alfabetisera så många språk var det det som var en verklig bragd. Här är det som Isajev sade om saken:
"Men varför, kan det frågas, utfördes inte övergången till det ryska alfabetet omedelbart? […] Under de första åren av sovjetisk makt skulle en övergång till den ryska skriften enkelt tolkas som en tillbakagång till den gamla russifieringspolitiken under tsartiden. En säker tidsperiod behövdes därför innan de sovjetiska folken kunde förstå behovet av en övergång till den ryska skriften."
Och varför var det nu så viktigt? Isajev inleder ett kapitel i sin bok med överskriften "Konverteringen till den ryska skriften som en faktor som främjar konvergens mellan de sovjetiska folken". Hans citat och partrapporter från 1936 kritiserar den pågående latiniseringen (rapport till SUKP:s centralkommitté om den östsibiriska regionkommittén i partiet):
"Det gemensamma nordliga alfabetet och det gemensamma skriftspråket som skapades (för evenki) av Leningradsinstitutet för folken i norr är klart formalistisk i sin begreppsram. […] De nordliga områdena är bokstavligt talat översvämmade med latiniserad litteratur, skärskilt i evenki, och det inte en lämplig lagerplats för så många böcker. Evenkierna själva är inte i stånd att läsa dessa böcker, på grund av de konstgjorda orden i dem. […] Det skulle vara enklare och mer effektivt att basera den skrivna formen av språket till dessa folk på det ryska alfabetet för att göra det enklare för de evenkiska arbetarna att lära sig den skriftliga varianten av bägge dessa språken – både deras modersmål och ryska."
Den 11 februari 1937 antog Sovjetunionens centrala exekutiva kommittés nationalitetsråd en resolution om en övergång till det ryska alfabetet för alla språken för de nordliga folken. Det finns samtidigt ingenting i de samtida källorna som avslöjar hemliga planer om att gå över till ryska redan ett tag efter början. Tvärt om är det svårt att tolka den väldiga entusiasmen för arbetet som något annat än ärliga planer, för alla som var involverade i det.

## 1937–1960
Även om skriftspråkspolitiken lades om från det kyrilliska alfabetet till det latinska, och även om lånord importerades från ryska i en stor skala (på samma sätt som svenska får lånord från engelska idag) låg huvuddragen i den sovjetiska språkpolitiken fast fram till början av 1960-talet, det vill säga fram till Chrusjtjov. Minoriteterna fick skolundervisning på sitt modersmål. Undantag var de deporterade nationaliteterna, elever som bodde utanför "sina" nationella områden, vissa folk i gränsområdena mot väst, som kildinsamerna, och minoriteter med färre än runt 1 000–2 000 talare.

## 1960 fram till slutet av Sovjetperioden

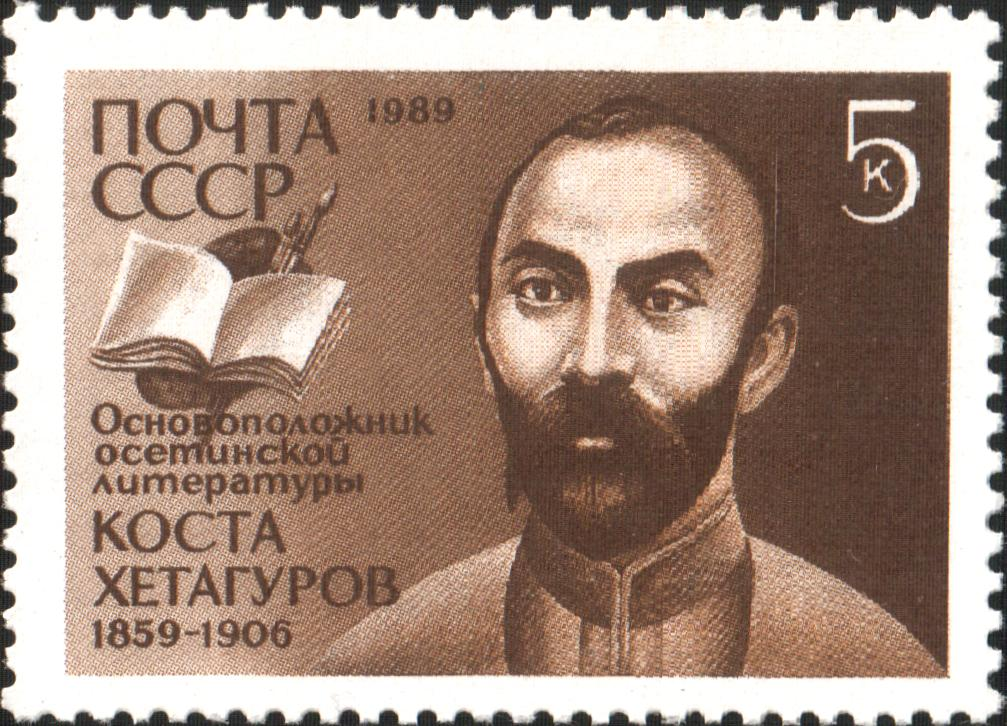
Sovjetiskt frimärke från 1989 med den ossetiska poeten Kosta Chetagurov avbildad. Chetagurov är en av få icke-ryska sovjetiska författare som hedrades med en sådan avbildning.

Det som gör att 1960 är en central skiljepunkt är att Chrusjtjov kom med nya skollagar. Chrusjtjovs maktövertagande resulterande i en markant omorganisering av den sovjetiska språkpolitiken, till en mer ryskdominerad politik. Detta kom klart fram i ett citat från paragraf 19 i den nya skollagen:
"[…] Frågan om att ge föräldrar som vill skicka sina barn till en skola där undervisningen sker på ett av unionsrepublikernas eller de autonoma republikernas språk bör diskuteras. Barnet kan, om det vill, få undervisning på ryska. Och, vice versa, om ett barn går på en rysk skola kan det, om det vill, studera ett av unionsrepublikernas eller de autonoma republikernas språk. […] Att säkra föräldrarnas rätt till att bestämma vilket språk ett barn bör studera som ett obligatoriskt ämne kommer att vara det mest demokratiska sättet. Det kommer att eliminera ett godtyckligt sätt i denna viktiga fråga, och det kommer att göra det möjligt att få slut på praxisen att överbelasta barnen med språkstudier. […]"
För att förstå innehållet i den här paragrafen gäller det att tolka begreppet "valfrihet" rätt. I den gamla lagen hade skolan plikt att ge barnen undervisning på modersmålet. Efter den nya lagen kunde barnen "frivilligt" välja ryska. Valfriheten var med andra ord en frihet för planläggarna att använda ryska, och inte en frihet för individen att kunna välja själv. Resultatet av den nya lagen kom omedelbart, nya läroplaner genomfördes under tidsperioden mellan 1960 och 1963. Effekterna av lagen ser vi i den ryska skolan idag. Endast två nationaliteter (tatarerna och basjkirerna) har sitt modersmål som undervisningsspråk genom hela skoltiden, medan alla andra än de allra minsta nationaliteterna hade undervisning på sitt modersmål innan 1959. För alla de övriga minoriteterna, även för de finskugriska folken, finns det i bästa fall undervisning på det egna modersmålet på lågstadiet. För de små folken i norr finns det i stort sett ingen undervisning på modersmålet.